# Kasséba-Mossi
Ne doit pas être confondu avec Kasséba-Samo.
Kasséba-Mossi, également orthographié Kasba-Mossi, est une commune rurale située dans le département de Gourcy de la province du Zondoma dans la région Nord au Burkina Faso.

## Géographie
Kasséba-Mossi se trouve à environ 10 km au sud-ouest du centre de Gourcy, le chef-lieu départemental, et de la route nationale 2. Le village, qui forme une entité avec Kasséba-Samo, est sur la rive droite de la rivière Kourougui.

## Économie
L'économie du village repose sur l'agriculture maraîchère possible grâce à l'irrigation permise par la Kourougui.

## Santé et éducation
Le centre de soins le plus proche de Kasséba-Mossi est le centre de santé et de promotion sociale (CSPS) de Kasséba-Samo tandis que le centre médical (CM) de la province se trouve à Gourcy.
Le village a créé l'Association pour le développement économique et social de Kasséba-Mossi (ADESKA) qui œuvre pour différentes action de développement et de prévention, notamment au travers des femmes qui l'anime.